# L'amore che vorrei
L'amore che vorrei è un cortometraggio del 2016 diretto da Gabriele Pignotta, con Michela Andreozzi, Giulio Berruti, Michelle Hunziker, Mia Benedetta, Claudia Potenza e Giulia Elettra Gorietti.

## Trama
Cinque donne, vittime di violenze di varie forme, raccontano ognuna la propria storia sovrapponendo realtà e immaginazione, forgiando così un mondo parallelo dove diventa possibile il loro desiderio di vivere un amore sano.

## Produzione

### Location
Le riprese sono state effettuate a Roma, tra le location figura l'Aldrovandi Villa Borghese.